# Siegfried Schmid (Autor)
Philipp Siegfried Schmid (* 16. Dezember 1774 in Friedberg (Hessen); † 10. April 1859 in Wien) war ein deutscher Schriftsteller und Soldat in österreichischen Diensten.

## Leben
Als Sohn des Bürgermeisters im hessischen Friedberg zur Welt gekommen, studierte Schmid an der Hessischen Ludwigs-Universität Evangelische Theologie. 1794/95 wurde er Mitglied des Corps Franconia. Er wechselte an die 
Universität Jena, die ihn wegen „Duellierens“ relegierte. Ohne Examen zu Hause lebend, entdeckte er den Dichter in sich und suchte den Kontakt zu den Großen seiner Zeit. Johann Wolfgang von Goethe und Friedrich Schiller wiesen ihn ab. Friedrich Hölderlin und Isaac von Sinclair blieben ihm gewogen. Schmid fand eine Hofmeisterstelle bei einem Studenten in Basel und trat als Privatkadett ins österreichische Heer ein. Über den Studenten gelang ihm die Immatrikulation an der Universität Erlangen, an der er von 1802 bis 1804 studierte. Mit seinen literarischen Arbeiten promovierte er dort 1804. Sein Vater ließ ihn wegen seiner Überspanntheit entmündigen und in das hessische Hospital für geisteskranke Landeskinder in Haina einweisen. Sinclair vermittelte ihm den Wiedereintritt ins österreichische Heer. Nach elf Jahren wurde er als Halbinvalide pensioniert. 1820, mit 46 Jahren, heiratete er eine sechs Jahre jüngere Frau, gegen den Widerstand des Schwiegervaters.

## Werke
- Phantasien, Erlangen 1802.
- Lothar oder Liebe lößt den Widerstreit, Phantasien und Erzählungen, Erlangen 1818.
- Dramatische Werke, 2 Bde., Leipzig 1842/43.